# Johann Daniel Christoph von Lincker und Lützenwick

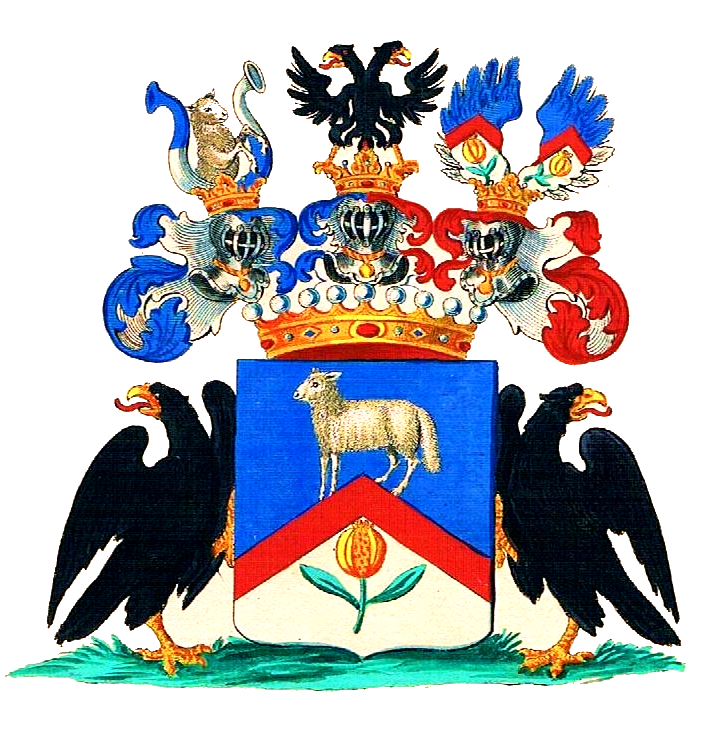
Wappen der Grafen von Linker

Johann Daniel Christoph Freiherr von Lincker und Lützenwick (* 29. April 1708; † 28. März 1771) war Kammerdirektor und Akademiepräsident. Außerdem war er Geheimer Rat.
Johann Daniel Freiherr von Lincker und Lützenwick war seit 1738 bestallter kurmainzischer Regierungsrat in Erfurt. Er stammte aus der Adelsfamilie Lincker und Lützenwick; sein ältester Sohn war der Weimarer Geheime Kammerrat Joseph Johann Jacob von Lincker und Lützenwick.
In den Jahren 1754 bis 1763 war Kammerdirektor Johann Daniel Christoph von Lincker und Lützenwick  erster Präsident der Churfürstlichen Mayntzischen Academie nützlicher Wissenschaften in Erfurt, einer Akademie, die er selbst gegründet hatte. Da war wohl hilfreich, dass der Landesherr ein Verwandter von ihm war. Das war der Mainzer Erzbischof Friedrich Graf von Ostein. Treibende Kraft war allerdings der Mediziner Johann Wilhelm Baumer (1719–1783). Sein Nachfolger als Mainzischer Akademiepräsident in Erfurt war der Jurist  Hieronymus Friedrich Schorch (1692–1783), der von 1763 bis 1783 das Amt bekleidete. Lyncker war zudem Ehrenmitglied der Akademie der Wissenschaften zu München. Schorch war bereits unter Lincker Direktor und Sekretär, wie es der Mainzische Kurfürst in der Stiftungsurkunde vom  17. Juli 1754 festlegte. Der Kurfürst übernahm das Protektorat über diese Sozietät.